# ふたりと5人
『ふたりと5人』（ふたりとごにん）は吾妻ひでおによる日本のギャグ漫画作品。『週刊少年チャンピオン』（秋田書店）誌上で1972年43号から1976年37号まで連載された。全194話。少年チャンピオンコミックス全12巻（絶版）。吾妻ひでおの出世作にして代表作の一つであり、最長連載作品である。

## あらすじ
学友の少女に告白し、あっさり振られるもてない中学生“平竹おさむ”。彼の先輩である“哲学的先輩”にモテる方法を教えてもらおうと、おさむはラーメンをおごり、下宿で話を聞こうとする。と、その時、隣に引っ越してきた美少女が窓の外に見えた。おさむは美少女に一目惚れした。だが、その美少女は奇妙にも5人も居て、しかも全員、容姿がまったく同じなのであった……。

## 主な登場人物
タイトルにある“ふたりと5人”以外ほぼサブキャラクターが居ないのが特徴。
平竹おさむ
第1話から登場。本作の主人公。チビの中学生でギョロ目で煩悩の持ち主。行動もスケベで短絡的。ユキ子を何とかモノにしようとするも、ユキ子の家族に邪魔されてしまう。アパートに先輩と下宿している。普段着は学ラン。北海道在住の父親がいる。
「女に関わる時だけ超人的な力を発揮する」など、諸星あたるや、横島忠夫に繋がる系統キャラでもある。
哲学的先輩
第1話から登場。哲学科の大学生だが、7年以上も在籍しながら何の研究成果も出していなかったため、退学処分にされかかったことがある。本名は不明で、在籍する大学の教授会でも「通称・哲学的先輩」と呼ばれており、自分でも「通称・先輩」と名乗っている。おさむにとって何の先輩にあたるのかは不明。常時黒眼鏡をかけて学生帽をかぶっており、ツギハギだらけの学ランを着ている（服装は替えることもあるが、どの服もツギハギだらけ）。恐ろしく大きい巨根の持ち主。冷静沈着かつ哲学的で、おさむとは対照的に、殆ど何でも天才的にこなす人物だが、変人で、おさむと一緒に馬鹿な行動をすることも多い。特に初期はその傾向があったが、次第におさむの欲まみれからは超然として先輩らしくなった。
口癖は「よーするに」。初期は担当編集者の阿久津邦彦がいちいちネームを書き込んでいたため、持って回った小難しい口調であったが、編集者が面倒くさくなったらしく、途中から普通の口調になる。
菊池ユキ子
第1話から登場。菊池家の長女で唯一まともな性格の持ち主で、本作のヒロイン。第5話でおさむの通う学校に編入。連載初期は、おさむを虐めたり、車で跳ね飛ばしたりするなど、ヒロインとは思えない描写があったが、作風の変化で清楚な美少女キャラクターになる。そのぶん逆に虐められるポジションも増えてくる。おさむ自体は嫌いでなく、おさむのアパートに行くこともあり、行動を共にすることも多い。ユキ子以外の4人は女装または若作りをしており見分けがつかない。同じ姿に女装しているのは、先祖代々の遺言による。なお4人の名前は、表記こそ違うが全員「ゆきこ」である。名前は漫画家仲間の菊池ゆきみ（板井れんたろうの元アシスタント）に由来する。
菊池友紀子
パパ。ユキ子のふりをして主人公をだましたり、からかうのが好き。普段も女言葉で話し、とても40代の男性とは思えない。女装していても男性には興味がなく（由希子ともども、ノリで一家の男性争奪戦に加わることはある）銭湯でも堂々とふるまう。
一度私生活が紹介された際、素顔はかなりの強面で頭頂部にハゲがあった。胸毛が区別ポイントだが。なぜか裸になったとたん（ミニスカート姿のときには娘と区別がつかないのに）体格そのものもマッチョ化することが多い。
菊池雪子
ママ。32歳。夫である友紀子と見た目はそっくりだが、結婚可能な血縁関係だったのかは不明。裸になると胸が大きくユキ子と識別可能。若い母であるが、連載当時（1970年代）としては32歳はれっきとした中年女性であり、おさむが中学生ということもあって「邪魔な4人」「変態の4人」として老婆・男性の3人とひとまとめにされている。1990年代以降なら「中学生と区別のつかない32歳女性と男子中学生の関係」はむしろ妖しい刺激的なモチーフだが、当時としてはそこまで踏み切れず、扱いが難しいせいか出番は少ない。
菊池ゆきこ
おばあちゃん。実年齢は72歳。見た目は美少女だが、しかし、乳房の衰えまでは隠せない。一度私生活が紹介された際には特殊メイクに近いレベルの化粧をしていた。パパ同様、裸になったとたん一挙に老婆体型となる描写が多い。
菊池由希子
菊池家の長男。趣味・嗜好は女そのものだが、恋愛対象は女で、女の恰好でガールフレンドとデートする。男なので当然胸は真っ平らだが、股間や足含めてムダ毛が全く無いのでナニを隠せば女だと誤魔化せる。
吾妻ひで子
第1話から登場。作者の分身。狂言回しの役割を持つ。設定は一定しておらず、吾妻ひでおが性転換した姿、ひでおが12時になると変身する姿、ひでおの妹など、エピソードごとに異なる。単なる作者自画像の女性化ではなく、全く別の容姿を持つ美少女である。次第に登場しなくなり、作者の分身は自画像の吾妻ひでおに変わった。
キム子
連載後期に一時準レギュラーとして登場した。ユキ子の親友。金髪の美少女だが、鎖使いの得意なスケバン。
ヘンリー
連載後期に一時準レギュラーとして登場した。ユキ子のボーイフレンド。金髪碧眼のアメリカ人で、アメフトをやっている。
エミリー
連載後期に一時準レギュラーとして登場した。ヘンリーの妹。兄と同じく金髪碧眼の美少女。
ポルノ虫
先輩が発見した生物。八本足で乳房がある。この虫に取りつかれると色欲がむきだしになり、所構わず脱ぎたくなる。ただし映倫マークがついており、肝心のところはボカシが入って見えない。
馬
連載末期にレギュラーとして登場。おさむの部屋に住みついた性欲の強い馬。おさむと割と普通に意思疎通が出来る。

## 執筆時のエピソード
少年チャンピオンコミックス版『ふたりと5人』第1巻（1974年5月刊）は、吾妻ひでお最初の単行本である。
同誌掲載の『きまぐれ悟空』連載終了後、『オーマイパック』（全3話）が掲載された翌週から『ふたりと5人』は始まっている。ここではハレンチコメディ路線で売ろうとした担当編集者の阿久津邦彦の熱心な介入のもとで嫌々ながらも連載し、中ヒットする。しかしこれは吾妻にとって不本意な作品であったという。吾妻によれば、キャラクターや設定、タイトルなどはすべて編集者主導で決められたもので、ハードな週刊連載と秋田書店の無茶な編集の注文などで、当時「出力20％くらい」しかやる気を出していなかったという。もちろん絵、共に内容は荒れ、忘年会で編集者が作品の質の低下に酔った勢いで暴言を吐くこともあったという。吾妻曰く「あーホント、描きなおしたいね、今からでも(笑)」。編集者は「ハダカ」（エロ）ばかり要求し、ギャグとSFには無関心だった。吾妻は自分本来の資質とのギャップに悩む。吾妻は連載終了を編集部に再三申し入れたが、人気がなくなるまで受け入れられなかった。
この作品の影響で、漫画の仕事は“エッチもの”ばかりで、読者からはエログロの烙印を押され、毎日のように罵詈雑言が書かれた抗議の手紙が届き、辛かったことを吾妻は後に回顧している。この頃、吾妻は漫画に対する情熱を失い、仕事のためだけに漫画を描いていたという。
後に宙出版から復刻された単行本（全6巻）のカバーには「『ふたりと5人』の頃は、月産130ページくらい描いてた（描かされてた）。当然、頭ボロボロ、絵はとてもマニアック。毎日デンジャラスなファンレターが届く。そいでも、人気なくなればあっさりさよならだ。怖い世界だっせ、お客さん。」と自虐したコメントを寄せている。この再版された単行本の巻末エッセイには、巻ごとに和田慎二、竹本泉、萩尾望都、坂田靖子、中山星香、高橋留美子がエッセイを寄せている。
次作の『チョッキン』終了で秋田書店と縁が切れ、活躍の場をマイナー誌に移していき、本来のSFやギャグを描きたいように描けるようになると、80年代に“吾妻ブーム”を巻き起こし、本人も「夢のようだった」と回想する。吾妻は漫画に対する情熱を徐々に取り戻したが、気が付くと原稿を落とし、鬱と不安に襲われ、自殺未遂して失踪して家へ帰ってまた失踪して配管工になったり、アル中になったりするのであった。
設定には手塚治虫の「地球を呑む」の設定へのパロティ的要素があったのでは無いかとも思われる。

## 余談
2015年6月13日に池袋コミュニティ・カレッジ　コミカレホールでひらかれた、江口寿史『正直日記』（河出文庫）刊行記念の「江口寿史先生×吾妻ひでお先生トークイベント」において、江口寿史がユキ子・おさむ・哲学的先輩を描き、吾妻ひでおがひばりくんを描いた合作イラストが配られた。